# Wiesbaden
Wiesbaden er en by i det sydvestlige Tyskland og hovedstad i delstaten Hessen. Den har omkring 280.000 indbyggere. Sammen med byerne Frankfurt am Main, Darmstadt og Mainz, er byen en del af Rhein-Main storbyområde med en samlet befolkning på omkring 5,8 mio mennesker.
Det er en af de ældste kurbyer i Europa. Dens navn kan oversættes til "engbade", der henviser til de varme kilder. På et tidspunkt pralede man med at have 26 varme kilder i området. 14 af disse er fortsat aktive.
Byen ligger på Rhinens højre bred lige over for hvor floden Main løber sammen med Rhinen.
I den centrale bydel Mitte findes den store handelsgade Kirchgasse.

## Klima
Wiesbaden har et tempereret-oceaniske klima med relativt kolde vintre og varme somre. Dens gennemsnitlige årlige temperatur er 9,8° C, med månedlige middeltemperaturer fra 1,0° C i januar til 18,6° C i juli.
| Vejr for Wiesbaden | Vejr for Wiesbaden | Vejr for Wiesbaden | Vejr for Wiesbaden | Vejr for Wiesbaden | Vejr for Wiesbaden | Vejr for Wiesbaden | Vejr for Wiesbaden | Vejr for Wiesbaden | Vejr for Wiesbaden | Vejr for Wiesbaden | Vejr for Wiesbaden | Vejr for Wiesbaden | Vejr for Wiesbaden |
| | Jan                | Feb                | Mar                | Apr                | Maj                | Jun                | Jul                | Aug                | Sep                | Okt                | Nov                | Dec                | År                 |
| --- | ------------------ | ------------------ | ------------------ | ------------------ | ------------------ | ------------------ | ------------------ | ------------------ | ------------------ | ------------------ | ------------------ | ------------------ | ------------------ |
| Gennemsnitlig maks °C | 4                  | 6                  | 11                 | 15                 | 20                 | 23                 | 25                 | 25                 | 20                 | 14                 | 8                  | 5                  | 14,7               |
| Gennemsnitlig °C | 1,1                | 2,2                | 5,5                | 9,4                | 13,8               | 17                 | 18,6               | 18                 | 14,6               | 10                 | 4,9                | 2,1                | 9,8                |
| Gennemsnitlig min °C | −1                 | −1                 | 2                  | 5                  | 9                  | 12                 | 14                 | 14                 | 11                 | 7                  | 3                  | 1                  | 6,3                |
| Gennemsnitlig nedbør mm | 48                 | 41                 | 46                 | 41                 | 55                 | 68                 | 66                 | 63                 | 49                 | 49                 | 57                 | 55                 | 628                |
| Kilde (august 2010): http://www.sonnenlaender.de/deutschland/klima-deutschland/klimatabellen-Wiesbaden/ Vejr informationer for Wiesbaden |                    |                    |                    |                    |                    |                    |                    |                    |                    |                    |                    |                    |                    |